# Euphorbia guillauminiana
Euphorbia guillauminiana är en törelväxtart som beskrevs av Pierre Boiteau. Euphorbia guillauminiana ingår i släktet törlar, och familjen törelväxter. IUCN kategoriserar arten globalt som starkt hotad. Inga underarter finns listade i Catalogue of Life.